# 謎の新ユニットSTA☆MEN
謎の新ユニットＳＴＡ☆ＭＥＮ（なぞのしんユニットスターメン）は、7人の人気声優により2002年11月に結成された自主制作エンタテインメントユニットである。正式表記は「謎の新ユニットＳＴＡ☆ＭＥＮ」（アルファベットは全角）。正式省略表記は「スター☆メン」。正式メンバーではないが、マスコットボーイ兼雑用係の覆面男性・ZAIも時々現れる。2013年より無期限活動休止中。

## メンバー
- 岸尾だいすけ（結成当時は「岸尾大輔」名義）
- 鈴村健一
- 諏訪部順一
- 高橋広樹
- 鳥海浩輔
- 保村真
- 吉野裕行

結成当初は岸尾がキュート担当、鈴村が癒し担当、諏訪部がリーダー兼大人担当、高橋がさわやか担当（後に筋肉担当）、鳥海がエロ担当、保村が汚れ担当（後に薄毛担当）、吉野がヤンキー担当となっていたが、その後自然消滅した。

### マスコットボーイ兼雑用係
謎のマスクマン・ZAI
もともとはスター☆メンがプロデュースしCDデビューさせる予定の「謎のアーティスト」だった。イベントなどに登場すると、その度ごとに著しく体格が異なっていたりする。

## ユニット内ユニット
- 三本の矢（鈴村、諏訪部、高橋）
- ガッツ（鳥海、保村、吉野）
- フェロ☆メン（諏訪部、鳥海）
- ケンシン（鈴村、保村）

スケジュールの関係などで企画会議に出席出来ないことが多い岸尾は、どのユニットにも属さないレギュラーゲストのポジション。
ガッツはモバイル文化放送でレギュラー番組を持ったり、岸尾が水島大宙と組むユニット「だいず」とのコラボレーションイベントを開催するなど、ユニット本体の休止中も精力的に活動を続けている。

## 来歴
飲み会の席で鈴村が、岸尾・諏訪部・高橋・鳥海・保村に「ユニットやろうよ」と提案。酒の勢いもありその場で全員即意気投合。その後、他のメンバーが2次会へ行く中、一足早く帰宅した諏訪部が酔った勢いで冗談半分に自身のホームページでユニット結成を告知。それが予想外の大反響を巻き起こし、実際に活動を開始することとなった。ちなみに、飲み会の時点でメンバー全員と共演経験があったのは鳥海と鈴村のみであり、他のメンバーは初対面が多かった。なお、吉野はその飲み会には不参加であった。
ユニットの名称は、1stイベントにて公募の中から決定された。ラテン語で「おしべ」という意味の「STAMEN」に「☆」を加え、「スターな男たち」という意味もかけた造語である。
ユニット名候補として、「げたばこ」「The なまこファイターズ」「F」「アバンギャルド男性用下着愛好会（略してアバ下）」「スカイクロス」等があった。
第1回イベント『謎の新ユニットはじめました』では各メンバーと親交が深い櫻井孝宏が声のみ出演した。
- 2007年9月、『謎の新ユニットＳＴＡ☆ＭＥＮアワー ソリマチ』DVD発売を控えGyaOジョッキーにて1時間の生放送を行った。
  - 第1回目9月6日放送（出演：鈴村・諏訪部・鳥海／高橋）
    - このときの生放送アクセス数はリア・ディゾンの記録を約1.5倍上回り、歴代1位に輝いた。また、ユニット名の略し方については「謎ユニ」などではなく、正式省略表記の「スター☆メン」を推奨。

  - 第2回目9月13日放送（出演：岸尾・高橋／覆面男3人）
    - アクセス数は不明だが、生放送週間ランキングではまたもや群を抜いてのトップ。第1回放送を意識してなのか、下ネタを連発する回となった（特に岸尾）。高橋はリア・ディゾンを連発。

  - 第3回目9月20日放送（出演：鈴村・諏訪部・鳥海・保村）
    - 下ネタには極力頼らずチャットを活用した大喜利形式の企画で盛り上がるが、1度だけ鈴村が下ネタを吐いてしまう。特撮好きの鈴村の影響か主に仮面ライダーを中心とした特撮トークが盛り上がったりもした。大喜利では保村が他のメンバーにギャグをやらされ、その後全員で声にならない叫びを上げる。今回もアクセスランキングは1位。

  - 第4回目9月27日放送（出演：諏訪部・吉野／鈴村・高橋・鳥海・保村・シグマセブンのマネージャー）
    - 吉野と諏訪部が落ち着いたトークを展開。諏訪部曰く「今回はよっちん祭り」。エンディングには岸尾以外全員が登場した。今回もランキングは首位で、全4回とも生放送アクセスランキング1位となった。
- この放送中、ウィキペディアをリアルタイムで更新するという場面も見られた。
- 『謎の新ユニットSTA☆MENアワー ソリマチ』は2007年10月1日付オリコンウィークリーチャートDVD総合で初登場25位、DVDドラマ部門では初登場2位を記録した。
- Gyaoチャリティーオークション第24弾（2007年10月2日 - 16日）に、花文字で「ソリマチ」と書かれた風水アートをオークションNo.047「謎の新ユニットSTA☆MEN メンバー全員の直筆サイン入り上海土産（イラスト）」で出品。123回の入札後42,500円という高額で落札された。
- 『謎の新ユニットSTA☆MENアワー エガヲ』は2008年10月6日付オリコンウィークリーチャートDVD総合で初登場15位を記録した。
- シングル『太陽がくれた季節』が2009年4月6日付オリコンウィークリーチャートで初登場16位、初登場20位を記録した。
- 2011年12月20日にYouTubeのColumbiaMusicJpチャンネルにて緊急謝罪会見の動画がアップロードされ、その席で2012年2月29日に新作DVDが発売される事が発表された。
- スーパー戦隊シリーズ第36作『特命戦隊ゴーバスターズ』のEDテーマ「キズナ〜ゴーバスターズ!」を担当。戦隊シリーズのEDを声優ユニットが歌うのは初となる。プレミア発表会には諏訪部、鈴村、高橋、鳥海の4名が出席した（岸尾、吉野、保村は別仕事の為に欠席）。Project.Rの高橋秀幸の担当するOPテーマとカップリングで発売[1]。また、メンバーは『ゴーバスターズ』に登場する敵（ゲスト怪人役）の声[2]を務めている。『特命戦隊ゴーバスターズVS海賊戦隊ゴーカイジャー THE MOVIE』の主題歌「キズナ～ゴーバスターズ! 豪快にアレンジver」もSTA☆MENが歌唱している。
- 2013年3月31日にZEPP TOKYOで行われた公演『ヘロー!!スター☆メン。〜卒業〜』にて、2013年でユニット活動は無期限の活動休止宣言が行われた。この決定はメンバー全員による話し合いの末決定したものと発表している。DVDの販売イベントは予定通り行われ、ファイナルイベントも企画された[3]。
- 2013年10月6日にファイナルイベントがTOKYO DOME CITY HALLで行われ、その後無期限活動休止に入った。

## 活動略歴
- 2003年2月16日 『謎の新ユニットはじめました』 shibuya eggman
- 2003年8月17日 『謎の新ユニットＳＴＡ☆ＭＥＮアワー ぶっちゃけ!つるっとなるはや。』 豊島公会堂
- 2003年12月28日 『謎の新ユニットＳＴＡ☆ＭＥＮの俺たちのためです!』 shibuya eggman
- 2004年12月26日 『謎の新ユニットＳＴＡ☆ＭＥＮの俺たちのためです（羊）』 shibuya eggman
- 『ヘロー!スター☆メン。(ヘロスタ。)』シリーズを、2004年から2005年にかけて月1回、shibuya eggmanにて開催。
  - 第01回 2004年8月1日 ヘロー!スター☆メン。
  - 第02回 2004年9月9日 ヘロー!スター☆メン。2〜ふたりのビックショー〜
  - 第03回 2004年10月17日 ヘロー!スター☆メン。3〜エクセレンッ!!貴重な意見をありがとう〜
  - 第04回 2004年11月14日 ヘロー!スター☆メン。4〜『保村』ハゲとロンゲ〜
  - 第05回 2004年12月26日 ヘロー!スター☆メン。5〜木こり風〜
  - 第06回 2005年1月30日 ヘロー!スター☆メン。6〜吉野家〜
  - 第07回 2005年2月27日 ヘロー!スター☆メン。7〜けそん一刻 206号室〜
  - 第08回 2005年3月6日 ヘロー!スター☆メン。8〜ミューヅックステーツョソ〜
  - 第09回 2005年4月17日 ヘロー!スター☆メン。9〜ヘロスタ学園－出会いー桜、舞う頃に〜
  - 第10回 2005年5月27日 ヘロー!スター☆メン。10〜超人オリムピック ミートマングレートVSボーズマンVSヨシノ・ザ・ブドー〜
  - 第11回 2005年6月6日 ヘロー!スター☆メン。11〜漫画男〜
  - 第12回 2005年7月31日 ヘロー!スター☆メン。12〜サンキュウ〜
- 2005年8月以降、スター☆メン本体は活動を休止。
- 2005年12月25日 ユニット内ユニットの「ガッツ」が「だいず」とのコラボイベント『だいずとガッツ/ガッツとだいず』をshibuya eggmanにて開催
- 2006年5月7日 活動再開。再始動第一弾としてTV番組『謎の新ユニットＳＴＡ☆ＭＥＮアワー 大自然リフレッシュ!地獄の超人決定戦』がスカイパーフェクTV!・日テレプラス＆サイエンスで放送された。
- 『謎の新ユニットＳＴＡ☆ＭＥＮアワー 大自然リフレッシュ!地獄の超人決定戦』DVD発売記念トークイベント
  - 2006年7月15日 大阪・アゼリア大正/ディスクピア日本橋店（諏訪部順一、吉野裕行）
  - 2006年7月16日 アニメイト名古屋店/HMV SAKAE（高橋広樹、保村真）
  - 2006年7月23日 アニメイト池袋本店/石丸電気ソフト1/タワーレコード新宿店（岸尾大輔、鈴村健一、鳥海浩輔）
- 『謎の新ユニットＳＴＡ☆ＭＥＮアワー 大自然リフレッシュ!地獄の超人決定戦』DVD発売記念プレミアムイベント
  - 2006年7月22日 東京・発明会館ホール（メンバー全員＋ZAI）
- 『謎の新ユニットＳＴＡ☆ＭＥＮアワー ソリマチ』DVD発売記念トークイベント
  - 2007年10月27日 代々木アニメーション学院福岡校（岸尾だいすけ、鈴村健一、諏訪部順一）
  - 2007年10月28日 アニメイト名古屋店（岸尾だいすけ、鳥海浩輔、吉野裕行）
  - 2007年11月3日 大阪・愛日会館（岸尾だいすけ、鈴村健一、諏訪部順一）
  - 2007年11月10日 代々木アニメーション学院札幌校（諏訪部順一、高橋広樹、保村真）
  - 2007年11月11日 代々木アニメーション学院仙台校（鳥海浩輔、保村真、吉野裕行）
  - 2007年11月17日 アニメイト横浜店（鈴村健一、鳥海浩輔）
  - 2007年11月17日 アニメイト池袋本店（高橋広樹、保村真）
- 『謎の新ユニットＳＴＡ☆ＭＥＮアワー ソリマチ』DVD発売記念プレミアムイベント
  - 2007年11月18日 東京・全労済ホールスペース・ゼロ（メンバー全員）
- 『謎の新ユニットＳＴＡ☆ＭＥＮアワー エガヲ』DVD発売記念プレミアムイベント
  - 2008年10月19日 東京・星陵会館（メンバー全員）
- 『謎の新ユニットＳＴＡ☆ＭＥＮアワー エガヲ』DVD発売記念トークイベント
  - 2008年11月9日 アニメイト名古屋店（鈴村健一、諏訪部順一、保村真）
  - 2008年11月16日 大阪・ヒューマンアカデミー心斎橋本校（岸尾だいすけ、鳥海浩輔）
  - 2008年11月23日 岡山・福武ジョリービル ゴールデンホール（鳥海浩輔、保村真、吉野裕行）
  - 2008年11月30日 アニメイト横浜店（岸尾だいすけ、鈴村健一、高橋広樹）
  - 2008年11月30日 東京・石丸電気ソフト1（諏訪部順一、高橋広樹、吉野裕行）
- 2008年12月28日 Webラジオ『謎の新ユニットＳＴＡ☆ＭＥＮプレゼンツ ガッツ・おぼえていますか? 〜生でガッツガツいかせて〜いーんです!』（鳥海浩輔、保村真、吉野裕行、諏訪部順一）
- 『結成10周年記念イベント　ヘロー！スター☆メン。』全12回（月1回公演：冒頭1時間ニコニコ生放送にて中継）
  - 第01回2012年4月29日　池袋アムラックスホール『ヘロー!!スター☆メン。～なかよしスター☆メン～』（諏訪部、鳥海、吉野、高橋、保村）
  - 第02回2012年5月27日 池袋アムラックスホール『ヘロー!!スター☆メン。～なつかしスター☆メン～』（吉野、鈴村、高橋、保村）
  - 第03回2012年6月24日 池袋アムラックスホール『ヘロー!!スター☆メン。～むだばなしスター☆メン～』（諏訪部、鳥海、吉野、岸尾、高橋、保村）
  - 第04回2012年7月29日 パセラリゾーツグランデ渋谷『ヘロー!!スター☆メン。～スター☆メンのやってみたぃ～』（諏訪部、吉野、鈴村、高橋、保村）
  - 第05回2012年8月26日 パセラリゾーツグランデ渋谷『ヘロー!!スター☆メン。～劇団☆スタアメン～』（鳥海、吉野、高橋、保村）
  - 第06回2012年9月30日 パセラリゾーツグランデ渋谷『ヘロー!!スター☆メン。～6/7の純情な感情～』（鳥海、吉野、岸尾、鈴村、高橋、保村）
  - 第07回2012年10月28日 池袋アムラックスホール『ヘロー!!スター☆メン。～二人はダンディ～』（諏訪部、保村）
  - 第08回2012年11月25日 池袋アムラックスホール『ヘロー!!スター☆メン。～冬がはじまるよ～』（鈴村、鳥海、吉野、高橋、保村）
  - 第09回2012年12月30日 BAY HALL『ヘロー!!スター☆メン。～宴　セブン戦士っす～』（諏訪部、鈴村、鳥海、吉野、岸尾、高橋、保村）
  - 第10回2013年1月27日  Zepp Diver City TOKYO『ヘロー!!スター☆メン。～まじで☆マジカ?～』（諏訪部、鈴村、鳥海、吉野、高橋、保村）
  - 第11回2013年2月24日　Zepp Tokyo『ヘロー!!スター☆メン。～ポン！～』（諏訪部、鈴村、鳥海、吉野、岸尾、高橋、保村）
  - 第12回2013年3月31日  Zepp Tokyo『ヘロー!!スター☆メン。～ヘロスタ学園　卒業～』（諏訪部、鈴村、鳥海、吉野、岸尾、高橋、保村）
- 2013年10月6日 TOKYO DOME CITY HALL『さらば青春のスター☆メン』（諏訪部、鈴村、鳥海、吉野、岸尾、高橋、保村）

## 作品

### シングル
- 『君のために』（2003年8月6日発売）
- 『太陽がくれた季節 / 聖スタア☆メン学園高校校歌』（2009年3月25日発売）
- 『バスターズ レディーゴー!/キズナ〜ゴーバスターズ!』（EDのみ担当）、（2012年2月29日発売）

### アルバム

#### 特命戦隊ゴーバスターズ関連
- 特命戦隊ゴーバスターズ
- 特命戦隊ゴーバスターズ オリジナルサウンドトラック サウンドミッション1（ショートサイズ収録）
- 特命戦隊ゴーバスターズ(2)
- 特命戦隊ゴーバスターズ オリジナルアルバム サウンドミッション2　ソングコレクション
- 特命戦隊ゴーバスターズ(3)
- 特命戦隊ゴーバスターズ キャラクターソング アルバム
- 特命戦隊ゴーバスターズVS海賊戦隊ゴーカイジャー THE MOVIE オリジナルサウンドトラック（豪快にアレンジverのmovieサイズ収録）
- 特命戦隊ゴーバスターズ 全曲集 コンプリート ソング ファイル（豪快にアレンジverのフルサイズとTVサイズも収録）

### DVD
- 『謎の新ユニットＳＴＡ☆ＭＥＮアワー ぶっちゃけ!つるっとなるはや』（2004年1月21日発売）
- 『謎の新ユニットＳＴＡ☆ＭＥＮアワー 大自然リフレッシュ!地獄の超人決定戦』（2006年6月21日発売）
- 『謎の新ユニットＳＴＡ☆ＭＥＮアワー ソリマチ』（2007年9月26日発売）
- 『謎の新ユニットＳＴＡ☆ＭＥＮアワー エガヲ』（2008年9月24日発売）
- 『謎の新ユニットＳＴＡ☆ＭＥＮアワー 大自然リフレッシュ!地獄の超人決定戦（真装版）』（2009年3月25日発売）
- 『謎の新ユニットＳＴＡ☆ＭＥＮアワー 陸!海!空!ぼくらのなつやすみ〜心の旅〜』（2009年9月30日発売）
- 『結成10周年記念作品 謎の新ユニットＳＴＡ☆ＭＥＮアワー HITOSHI-仁-〜最後の晩餐〜』（2012年2月29日発売）
- 『結成10周年記念イベントシリーズ　ヘロスタ。豚ロース味』（2012年9月26日発売）
- 『結成10周年記念イベントシリーズ　ヘロスタ。つゆだく味』（2012年12月19日発売）
- 『結成10周年記念イベントシリーズ　ヘロスタ。からくち味』（2013年3月20日発売）
- 『結成10周年記念イベントシリーズ　ヘロスタ。おおもり味』（2013年6月26日発売）
- 『謎の新ユニットＳＴＡ☆ＭＥＮアワー さらば青春のスター☆メン』（2013年12月25日発売）

#### 特命戦隊ゴーバスターズ関連
- スーパー戦隊主題歌DVD　特命戦隊ゴーバスターズ VS スーパー戦隊

### ドラマCD
- 『ガッツバトラーG』※ガッツ（鳥海・保村・吉野）の3人が主演し、他メンバー（鈴村・高橋・岸尾）も全員出演。諏訪部が総監督他を務める（2006年8月末発売）